# Sal Maida
Salvatore Maida (Nueva York, 29 de julio de 1948-Nueva York, 1 de febrero de 2025) fue un bajista estadounidense. Criado en Little Italy, Nueva York, se mudó a Londres después de la universidad, donde tocó con Roxy Music, Milk 'N' Cookies, Sparks, Cherie Currie, Cracker y una banda tributo a The Lovin' Spoonful. También fue autor de las memorias de 2014 Four Strings, Phony Proof y 300 45s y coautor del libro de 2023 The White Label Promo Preservation Society Vol 2: More Flop Albums You Ought to Know.

## Biografía

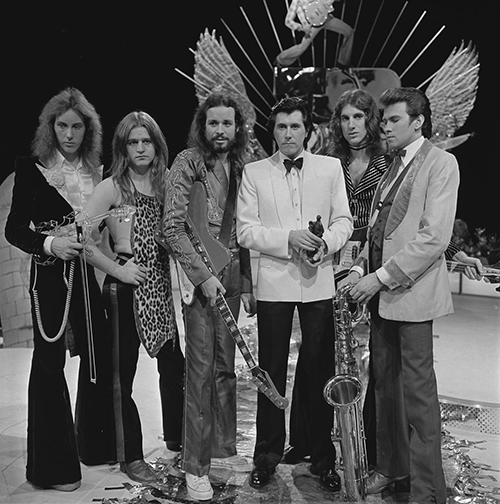
Maida (segundo desde la derecha) con Roxy Music en 1973.

Maida nació en Nueva York el 29 de julio de 1948. Se crio en Little Italy y comenzó a tocar en la banda local The Ouija antes de unirse a The Five Toes. Se graduó de la Universidad de Fordham con una licenciatura en economía. Después de Fordham, viajó a Londres. Allí encontró trabajo en una tienda de discos. Mientras trabajaba en la tienda de discos de Londres, conoció a Paul Thompson, el baterista de Roxy Music. Luego se unió a la banda en su Stranded Tour de 1973. Su contrato con la banda terminó después de la gira.
En 1974, se convirtió en miembro de Milk 'N' Cookies, una banda de Long Island. El sonido power pop de la banda influyó en la escena punk temprana. En 1976 grabó el álbum Big Beat con Sparks quien tenía el mismo mánager y el mismo productor que Milk 'N' Cookies. Más tarde ese año, realizaron una gira con Patti Smith, que acababa de lanzar su álbum Radio Ethiopia. En 1977, tocó el bajo en Beauty's Only Skin Deep, el álbum debut en solitario de Cherie Currie, la ex vocalista principal de The Runaways. En 1980 se asoció con la vocalista solista de new wave Lisa Burns y arregló su sencillo Love Wanted. Más tarde, en 1983, lanzaron el EP After Hours bajo el nombre de banda Velveteen. El álbum debut de Milk 'N' Cookies , Milk 'N' Cookies, fue reeditado a mediados de la década de 2000, lo que llevó a la banda a reunirse y realizar presentaciones ocasionales durante la década siguiente.
En 2006, se unió a la banda Cracker con David Lowery, Johnny Hickman y Frank Funaro. Maida y el resto de la banda coescribieron la mayor parte del material del álbum de 2009 de la banda, Sunrise in the Land of Milk and Honey. A partir de 2010, tocó el bajo en seis álbumes grabados por el compositor británico Edward Rogers. En 2014, escribió las memorias Four Strings, Phony Proof, and 300 45s, que detallaban su experiencia en la escena musical cuando se produjeron los principales cambios que provocaron el fin de la era psicodélica. En un artículo publicado en agosto de 2017 sobre el lanzamiento del libro, Tim Scott de Vice afirmó que «puede que no tenga una página en Wikipedia», pero era «una de las estrellas de rock más geniales de los 70 de las que nunca has oído hablar». En 2015, fundó una banda tributo a The Lovin' Spoonful llamada A Spoonful of Lovin' y en 2017 y 2018 realizó una gira con la banda The Brandos por Alemania y los Países Bajos.
En 2023, escribió The White Label Promo Preservation Society Vol 2: More Flop Albums You Ought to Know con Mitchell Cohen y 53 amigos suyos. El libro examina 100 álbumes que no tuvieron éxito comercial y que fracasaron al no llegar al top 100 de Billboard. Murió debido a complicaciones de una caída en Nueva York, el 1 de febrero de 2025, a la edad de 76 años.